# Putte (seriefigur)
För Alfhild Agrells pjäs med samma namn, se Putte (pjäs).
Putte är en seriefigur och skurk i Musse Piggs universum. Putte är till växten mycket liten och tidigare omnämnd som Drulle Dvärg. Han röker ofta en fet cigarr och har en liten hatt på sitt flintskalliga huvud. Putte gillar att klä ut sig till baby och röker även då cigarr. I nästan alla serier samarbetar Putte med den storvuxne Knölen. Dessa två ställer till mycket trassel för Musse Pigg och polisen i Ankeborg. Putte har även samarbetat med Svarte Petter och Emil Örn.

## Serier
Putte fick sin stora period på 1970-talet, men numera syns han bara i repriser och knappt det. Han tecknades till största delen av tecknarna Paul Murry och Josep Tello Gonzales.

### Första framträdandet
Putte dök upp första gången i serien Skattjakt i Afrika, Kalle Anka & C:o 36-39/1968. Serien var tecknad av Paul Murry som tecknade Putte i ett flertal andra serier också. 

### Alla serier
Här nedan är alla serier som Putte medverkat i, som publicerats i Sverige. En mer detaljerad lista över Puttes serier finns på INDUCKS.
| Serie                           | Publicerad i                 | Tecknad av                  | Författare         | Originaltitel                                |
| ------------------------------- | ---------------------------- | --------------------------- | ------------------ | -------------------------------------------- |
| Skattjakt i Afrika              | KA 36-39/1968                | Paul Murry                  | ?                  | The Treasure of Oomba Loomba                 |
| Musse Pigg och professor Plutt  | KA 42-44/1969                | Paul Murry                  | ?                  | The Strange Case of Professor Zero           |
| Resan till Usch-usch-landet     | KA 15-17/1971, KA 08-10/1994 | Paul Murry                  | ?                  | Journey to No-No Land                        |
| Inkräktare från Tutuggle-gapet  | KA 47-49/1971                | Paul Murry                  | ?                  | Invaders from Hootowl Hollow                 |
| I skorpionens tecken            | KA 01-03/1972, KA 32-34/1996 | Paul Murry                  | ?                  | The Sign of the Scorpion                     |
| Fågelguden på Pärl-ön           | KA 12-14/1973                | Josep Tello Gonzalez        | Jørgen Jensen      | Peculiar Problems On Pearl Island            |
| Budskap i ett nötskal           | KA 44-46/1973                | Paul Murry                  | ?                  | Message in a Nutshell                        |
| Små, snälla barn och andra      | KA 49/1973                   | Josep Tello Gonzalez        | Ole Steen Pallesen | Santa's Good Deed                            |
| Rå fisk fäller ful fisk         | KA 19/1974, AET* 2           | Antoni Gil-Bao              | Tove Dester        | The Southpole Robbery                        |
| Perfekt bevakning               | KA 34/1975                   | Josep Tello Gonzalez        | Erik Frank Hansen  | A Precious Stone                             |
| Matsäcks-mystik                 | KA 25/1976                   | Paul Murry                  | ?                  | Pluto's Drumstick Dilemma                    |
| Råttan som bedriver byteshandel | KA 36/1976, KA 34/2001       | Bill Wright                 | ?                  | The Bargain Hunter                           |
| En riktig gå-docka              | KA 42/1976                   | Josep Tello Gonzalez        | Erik Frank Hansen  | A Real Doll                                  |
| En natt i varuhuset             | KA 02/1977, KA 17/1994       | Paul Murry                  | ?                  | To Catch a Phantom                           |
| Klarabella Ko får baby-problem  | KA 10/1977                   | Josep Tello Gonzalez        | Bob Bartholomew    | Baby-Sitter Service                          |
| På äventyr i Gondolia           | KA 15/1977, KA 33/1998       | Paul Murry                  | ?                  | Out to Launch                                |
| Flyguppvisning med förhinder    | KA 46/1977                   | Josep Tello Gonzalez        | Lise-Lotte Larsen  | The Arctic Chase                             |
| Lunch på guldfat                | KA 13/1978                   | Josep Tello Gonzalez        | Anne-Marie Dester  | The Emperor's Golden Plate                   |
| Buktalarens docka               | KA 9-10/1979                 | Josep Tello Gonzalez        | Tom Anderson       | The Ventriloquist's Dummy                    |
| Konstiga kopojkar               | KA 12/1979                   | Josep Tello Gonzalez        | Albert Cosser      | The Missing Cattle                           |
| Den snälla, gamla tanten        | KA 15/1980                   | Josep Tello Gonzalez        | Anne-Marie Dester  | The Big Bank Robbery                         |
| TV-mysteriet                    | KA 46/1980, FEST** 95        | Josep Tello Gonzalez        | Tom Anderson       | TV Mystery                                   |
| Den stulna bankbilen            | KA 33/1981                   | Josep Tello Gonzalez        | Jim Kenner         | The Stolen Bank-Car                          |
| Den stora upprensningen         | KA 30-32/1985                | Josep Tello Gonzalez        | Dave Angus         | A Working Holiday                            |
| Tanken är tom                   | Musse Pigg & C:o 7/1990      | Miguel Fernandec Martinez   | Didier le Bornec   | Recevez mes insondables pensées              |
| Professor Gastenspöks hämnd     | Ankeborgsmagasinet 2         | Antoni Bancells Pujadas     | Albert Cosser      | Professor Ghostbreaker's Revenge             |
| Skurkarnas superliga            | KA 14/1995                   | Francisco Rodriguez Peinado | Flor Collins       | Crime Off                                    |
| En taxam gäst                   | KAP*** 285                   | Enrico Faccini              | Nino Russo         | Zio Paperone e la convivenza con Ottoperotto |

*=Äntligen tillbaka
**=Fest med Kalle Anka
***=Kalle Ankas Pocket